# Xenophidiidae
Xenophidiidae – monotypowa rodzina węży z infrarzędu Alethinophidia w rzędzie łuskonośnych (Squamata).

## Zasięg występowania
Rodzina obejmuje gatunki występujące w Malezji – w Malezji Zachodniej (tj. na Półwyspie Malajskim) i na Borneo (Sabah, Sarawak).

## Systematyka

### Etymologia
Xenophidion: gr. ξενος xenos „obcy, dziwny”; οφιδιον ophidion „wężyk, mały wąż”, zdrobnienie od οφις ophis, οφεως opheōs „wąż”.

### Podział systematyczny
Do rodziny należy jeden rodzaj z następującymi gatunkami:
- Xenophidion acanthognathus Günther & Manthey, 1995
- Xenophidion schaeferi Günther & Manthey, 1995